# Родольфо II да Варано
Родольфо II да Варано (итал. Rodolfo II da Varano; ок. 1325—1384) — итальянский кондотьер, сеньор Камерино.
Сын Берардо да Варано, племянник Джентиле да Варано, которому наследовал в 1355 году.
В 1344 участвовал во взятии Смирны, в 1355 одержал победу над Галеотто Малатеста при Падерно ди Анкона и при Кастельфидардо. В том же году заключил с Галеотто мирный договор и позже выдал за него замуж свою дочь.
С 1360 года командовал папскими войсками при взятии Римини, Фано, Пезаро, Фоссомброне, Асколи Пичено и Форли. Позднее по кондотте служил Неаполитанскому королевству, губернатор Абруццо.
В 1362 году на стороне Флоренции участвовал в войне с Пизой, захватил Печиоли.
В 1370 году воевал за флорентийцев с Бернабо Висконти, в 1377 — наоборот, за папу Григория XI против Флоренции.
С 1355 сеньор Камерино, также в его владения входили города Мачерата и Нумана, городки (castra) Толентино и Сан Джинезио.
Умер в Толентино в 1384 году.
Первая жена (1340/45) — Паолина ди Мольяно, дочь Гвальтьеро ди Мольяно. От неё дочь:
- Джентиле, муж — Галеотто I Малатеста.

Вторая жена (1360/65) — Камилла Кьявелли, дочь Финуччо Кьявелли да Фабриано. Дочь:
- Елизавета, муж — Малатеста IV Малатеста.

После смерти Родольфо II началась война за наследство. В 1386 году заключено соглашение, согласно которому Камерино получали его брат Джентиле III и сын последнего Родольфо III, а сыновья другого брата, Венанцио, умершего в 1377 году — Джентире и Берардо, ранее изгнанные из города, могли вернуться с возвратом конфискованного имущества.